# إيمي أستلي
إيمي أستلي (بالإنجليزية: Amy Astley)‏ هي صحفية أمريكية، ولدت في القرن العشرين.